# Rozan
Pour les articles homonymes, voir Rozan (homonymie).
Le Rozan est un cours d'eau de France.

## Géographie
Ce ruisseau est un affluent du ruisseau de Malher lui-même affluent de l'Oust. Il coule en Bretagne, dans le département des Côtes-d'Armor. Prenant sa source à Saint-Hervé son cours sépare les communes de Saint-Hervé et d'Uzel.

## Pollution
À la fin du mois de  mai 2007 le ruisseau a été pollué par une entreprise locale. D'après la presse locale, il s'agirait d'un problème survenu sur une  canalisation de la société Avicompost, de L'Hermitage-Lorge, qui aurait lâché 50 m3 de lisier de volaille répandus sur 3 km.[réf. nécessaire]